# Perkutane Nephrostomie
Eine perkutane Nephrostomie, synonym Pyelostomie, ist die äußere Ableitung des Urins (per-kutan = durch die Haut hindurch) aus dem Nierenbecken durch einen Nephrostomie-Katheter.  
Die perkutane Nephrostomie ist dann notwendig, wenn es zu einer Abflussbehinderung des Urins aus einem oder beiden Nierenbecken kommt und sich in der Folge ein Harnstau einstellt, der zu einer Harnstauungsniere führt. Eine längere Druckbelastung der Nieren kann die Nierenfunktion beeinträchtigen, das Organ schädigen und zu Infektionen führen. Ursächlich für eine Harnstauungsniere kann ein mechanisches Hindernis sein, etwa durch Fehlbildungen, durch einen Nierenstein oder durch eine Einengung im Bereich der ableitenden Harnwege zum Beispiel durch Tumoren. Eine andere Indikation ist die sichere Urinableitung aus der Niere nach einem chirurgischen Eingriff an den ableitenden Harnorganen. 

## Technik der Nephrostomie-Anlage
Unter lokaler Betäubung oder in Narkose werden ein Nierenkelch unter Ultraschall- oder Röntgenkontrolle angestochen und ein Plastikschlauch über den Nierenkelch in das Nierenbecken eingelegt. Der Drainagekatheter wird dann an der Haut angebracht und mit einem Sammelgefäß oder Urinbeutel verbunden, in den der Urin abfließen kann. Alternativ kann insbesondere bei Operationen an den ableitenden Harnwegen eine Nephrostomie auch offen-chirurgisch angelegt werden.